# صالح دردونه

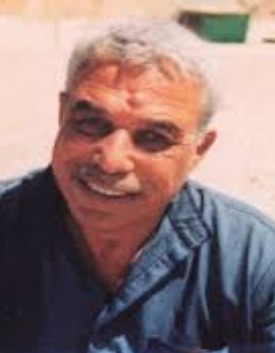
صالح دردونه

صالح دردونه ويكنى بـ أبو ناصر ( 10 مايو 1936 جباليا، شمال قطاع غزة 
سياسي ومناضل فلسطيني درس في غزة وأكمل تعليمه الجامعي في جامعة الإسكندرية في مصر، وعمل مدرساً في مدرسة يافا الثانويه في غزة ثم في مدرسة الفالوجا في غزة، وقد كان عضو اللجنة المركزية في الجبهة الشعبية لتحرير فلسطين وأحد مؤسسيها في قطاع غزة.
التحق بـ حركة القوميين العرب منذ ان كان طالباً ثم التحق بالجبهة الشعبية لتحرير فلسطين وكان من الأوائل الذين تحولوا لها وكان أحد مؤسسيها في قطاع غزة. 
توفي في 23 نوفمبر عام 1994
فصلته قوات الاحتلال عن التدريس إثر اعتقاله سنة 1969 حيث أمضى ثلاث سنوات في السجون الإسرائيلية. اعتقلته قوات الاحتلال الإسرائيلي سنة (1975 - 1984).

## المولد والنشأة
ولد في العاشر من مايو 1936م في قرية جباليا شمال قطاع غزة من أسرة فلاحين متوسطة، وحيد الأم وكان أبوه قد توفى قبل مولده أنهى تعليمه الابتدائي ثم الاعدادي حصل على الشهادة الثانوية من مدرسة فلسطين بغزة، في ذلك الوقت التحق بالنشاط والفرق الكشفية داخل المدرسة، التحق بـ جامعة الإسكندرية في مصر حيث درس التاريخ، خلال الدراسة الجامعية التقى رفاق وأخوة النضال فيما بعد صلاح خلف وتيسير قبعة وآخرين، كانت قد حلت نكبة عام 1948 وهاجر الفلسطينيين تحت وطأة الاحتلال الصهيوني..

## النشاط الطلابي والحركي
بدأ نشاطه الطلابي بتشكيل روابط وحلقات طلابية يتبادلون فيها الرؤى حول الوطن والقضية إلى أن وقع العدوان الثلاثي على مصر 1956م وما أن اندلعت الحرب حتى بدأ مع زملائه بتشكيل فرق المتطوعين من الطلبة حيث تركوا الجامعة والتحقوا بصفوف المقاومة الشعبية المصرية وأخذوا بالتدرب على السلاح وسافروا إلى بورسعيد حيث المعارك ومع انتهاء العدوان الثلاثي على مصر عاد إلى مقاعد الدراسة في جامعة الإسكندرية حيث شكل أول رابطة لطلبة فلسطين هناك وانتخب رئيساً لها في العام 1958م عام الوحدة بين مصر و سوريا تبع ذلك انتماءه لـ حركة القوميين العرب من بينهم كان علي ناصر محمد رئيس اليمن الجنوبي سابقاً حتى العام 1960 حيث تخرج من الجامعة.

## المسيرة التعليميه
تعين مدرساً في مدرسة يافا الثانوية ولن تمضي بضعة شهور حتى أصبحت المدرسة تعج بخلايا حركة القوميين الذي أشرف بدوره على بنائها وإدارتها وكان لدماثة خلقه وإخلاصه في عمله الدور الفاعل لحيازته على ثقة المدرسين والطلبة في آن.
عمل وكيلاً لمدرسة الفالوجا الثانوية عام 1964م عام ولادة الثورة الفلسطينية المعاصرة منظمة التحرير الفلسطينية ، حيث تم انتخابه عضواً مرجحاً في المنطقة الشمالية أشرف على تأسيس أول جمعية تعاونية في القرية بهدف تخفيف الأعباء الاقتصادية عن الأسر المستورة حين ذاك. 
وفي يوم 5/11/1969م وفور اعتقاله أقدمت السلطات الإسرائيلية على فصله من التدريس يوم 6/11/1969م حيث أمضى محكوميته لمدة ثلاث سنوات ثم أفرج عنه في مايو 1972م.

## قيادة الجبهة الشعبية في قطاع غزه
بحلول نكسة 1967 واحتلال إسرائيل إلى ما تبقى من فلسطين جغرافياً وهضبة الجولان وشبه جزيرة سيناء انقلبت الخارطة السياسية للوطن العربي وبدأ الجميع وحكومات يقيمون المرحلة والاحتلال الجديد للأراضي الفلسطينية والعربية من قبل الجيش الإسرائيلي حيث ترخصت هذه التفاعلات والتطورات الحاصلة عن توحيد المنظمات العسكرية لحركة القوميين العرب وتشكيل الجبهة الشعبية لتحرير فلسطين بزعامة جورج حبش، وعليه فقط كان صالح دردونه من الأوائل الذين لبوا النضال في التحول والانتماء للجبهة الشعبية لتحرير فلسطين وأخذ على عاتقه إعادة ترتيب أوضاع الحركة تحت لواء الجبهة ليخوضوا غمار النضال ضد المحتل الغاصب، إذ تسلم قيادة قطاع غزة فور استشهاد جيفارا غزة ، ليصبح الرجل الأول للجبهة الشعبية في قطاع غزة. 
قاد مسيرة الجبهة في القطاع من العام 1973 – 1975 خلال هذه الفترة كان للجبهة الشعبية نشاطاً ملحوظاً خاصة على الصعيد العسكري وقد شكلت خلايا عسكرية واعية ومضبطة من رفح جنوباً إلى بيت حانون شمالاً، أما على الصعيد الجماهيري فلقد شكل لجان عمالية داخل المصانع ليقوموا بتعبئة العمال للدفاع عن حقوقهم والنضال ضد الاحتلال. في العام 1975 وجه الاحتلال الإسرائيلي ضربة قوية للجبهة الشعبية والتي كان على رأسها آنذاك حيث أمضى فترة عشرة سنوات أمضاها متنقلاً بين السجون الاسرائيلية، أفرج عنه من المعتقل بتاريخ 1984/1/15م ليبدأ الصراع الحقيقي والنضال الاجتماعي في توفير الأمن والهدوء لدى الجماهير حيث أصبح بيته مزاراً للجميع ولقد أغضب هذا التوجه الاحتلال الإسرائيلي مما دفعهم إلى استدعائه ومحاولة منعه من الانخراط في النضال الاجتماعي بين صفوف الجماهير إلا أنه لم يكترث لذلك وواصل المسيرة.

## الوفاة
باغته مرض عضال في حزيران 1994م وبدأ يصارع مرض السرطان القاتل ولقد أطلق مقولته الشهيرة "أنني سأواجه الموت بشجاعة"، إلى أن توفي في تشرين ثاني/نوفمبر عام 1994.